# Mapania macrophylla
Mapania macrophylla är en halvgräsart som först beskrevs av Johann Otto Boeckeler, och fick sitt nu gällande namn av Hans Heinrich Pfeiffer. Mapania macrophylla ingår i släktet Mapania och familjen halvgräs. Inga underarter finns listade i Catalogue of Life.